# Алексеевка (Переволоцкий район)
Алексеевка — село в Переволоцком районе Оренбургской области. Входит в состав Садового сельсовета.

## Население
| 2010 |
| ---- |
| 218  |

## Экономика
В посёлке имеется крупнейший в Оренбургской области птицекомплекс по выращиванию молодняка птицы, производству мяса уток и цыплят-корнишонов.